# Шелест (фильм)
«Ше́лест» — цветной франко-итальянский фильм 1955 года, в котором снялись Дани Робен, Луи де Фюнес и Милен Демонжо.

## Сюжет
Шестнадцатилетняя Антуанетта по прозвищу Фру-Фру продает цветы в ресторане. Очаровав компанию мужчин своей непосредственностью, она получает от них предложение: русский князь Владимир Преображенский, итальянский граф, полковник (Луи де Фюнес) и богатый предприниматель Сабатье обещают содержать её, предоставить ей все необходимое для роскошной жизни, апартаменты, кареты, если Фру-Фру согласится принимать их у себя по определённым дням и позволит им заниматься своим воспитанием и образованием. При этом близких отношений между ними быть не может, и господа обязаны скрывать нежные чувства к ней, если таковые возникнут. Фру-Фру соглашается. Мужчины составляют план посещений, и каждый начинает воспитывать её в соответствии со своими представлениями. Преподав ей уроки хороших манер и французской истории, покровители решают вывести её в свет и сделать певицей. Её дебютный концерт имеет большой успех, и Фру-Фру продолжает выступать. Через некоторое время выясняется, что все четверо влюблены в неё, и каждый хотел бы более близких отношений, но Фру-Фру отказывает им, поскольку тоже влюблена. Её избранником оказывается альфонс, разъезжающий в авто, подаренном итальянской графиней, и живущий в доме, купленном ему женой панамского посла. Фру-Фру долго терпит его измены, но в конце концов не выдерживает и жалуется князю Преображенскому. Тот предлагает ей уехать с ним в Россию, она соглашается. Через девять лет, в 1917-м году, после революции они возвращаются в Париж. Князь разорен, но работать отказывается, поскольку в его роду 700 лет никто не работал. Фру-Фру приходится петь в русском ресторане, чтобы содержать себя и князя. Не выдержав его лени, она бросает его и пытается найти Сабатье, но он оказывается недоступен. Однажды она все же оказывается в его доме и так там и остаётся. Сабатье любит её и предлагает выйти за него замуж. Случайно познакомившись с молодым бедным художником, Фру-Фру берется опекать его и занимается его карьерой. Через какое-то время она понимает, что встретила свою любовь, но отказать богатому опекуну и бежать с бедным художником в Бразилию она не решается.

## В ролях
- Дани Робен
- Луи де Фюнес
- Милен Демонжо
- Джино Черви